# Shanghai Tushuguan
Shanghai Tushuguan (chiń. 上海图书馆站) – stacja początkowa metra w Szanghaju, na linii 10. Zlokalizowana jest pomiędzy stacjami Shaanxi Nan Lu i Jiaotong Daxue. Została otwarta 10 kwietnia 2010.